# Potentilla butandae
Potentilla butandae är en rosväxtart som beskrevs av Jerzy Rzedowski, James Jim Alexander Calderón. Potentilla butandae ingår i Fingerörtssläktet som ingår i familjen rosväxter. Inga underarter finns listade i Catalogue of Life.